# DJK Aufwärts St. Josef Aachen 1920
Der DJK Aufwärts St. Josef Aachen 1920 ist ein deutscher Schachverein, der zum DJK-Sportverband gehört.

## Allgemeines
Der Verein hat circa 180 Mitglieder und betreibt sechs Mannschaften im allgemeinen Spielbetrieb sowie sechs Jugendmannschaften und eine Damenmannschaft. Die erste Mannschaft im allgemeinen Spielbetrieb stieg in der Saison 2015/16 von der 2. Bundesliga West in die Schachbundesliga auf und konnte die Klasse in der folgenden Saison halten. Die zweite Mannschaft stieg in der Saison 2016/17 in die 2. Bundesliga West auf.
Die Damenmannschaft des Vereins tritt in der Frauenregionalliga West an.
Die erste Jugendmannschaft nimmt an der Jugendbundesliga West teil.
Die erste Mannschaft des Vereins nahm im Oktober 2018 als einer von vier deutschen Teilnehmern am European Club Cup teil und belegte Platz 17 von 61 teilnehmenden Mannschaften. Am 6. November 2018 erklärte der DJK Aufwärts Aachen seinen Rückzug aus der 1. Bundesliga.